# Holger Nehring
Holger Nehring (* 18. Dezember 1974) ist ein deutscher Historiker Westeuropas nach 1945 mit besonderen Interessen an der Geschichte sozialer Bewegungen, Protesten und politischem Aktivismus in Großbritannien und Westdeutschland, der Geschichte von Gewalt und Frieden, der Geschichte des Kalten Krieges und der Umweltgeschichte.

## Leben
Er studierte Zeitgeschichte, Politikwissenschaft und Philosophie an der Universität Tübingen, der London School of Economics und (als Rhodes-Stipendiat) am University College in Oxford. Bevor er im September 2013 als Professor für Europäische Zeitgeschichte zum History Department an der University of Stirling wechselte, war er als Junior Research Fellow am St. Peter’s College in Oxford tätig und von März 2006 bis August 2013 in verschiedenen Positionen an der University of Sheffield.

## Schriften (Auswahl)
- als Herausgeber mit Florian Schui: Global Debates about Taxation. Basingstoke 2007, ISBN 1-4039-8747-5.
- Politics of security. British and West German Protest Movements and the Early Cold War, 1945 – 1970. Oxford 2013, ISBN 978-0-19-968122-8.
- als Herausgeber mit Patrick Bernhard: Den Kalten Krieg denken. Beiträge zur sozialen Ideengeschichte. Essen 2014, ISBN 3-8375-0739-4.
- als Herausgeber mit Stefan Berger: The History of Social Movements in Global Perspective. A Survey. London 2017, ISBN 978-1-137-30425-4.

| Personendaten    | Personendaten        |
| ---------------- | -------------------- |
| NAME             | Nehring, Holger      |
| KURZBESCHREIBUNG | deutscher Historiker |
| GEBURTSDATUM     | 18. Dezember 1974    |